# Discografie van Peter Orloff
Deze discografie is een overzicht van het muzikale werk van de Duitse schlagerzanger, songwriter en muziekproducent Peter Orloff. Zijn meest succesvolle publicatie is zijn schrijf- en productiebijdrage aan Der Junge mit der Mundharmonika van Bernd Clüver, waarvan meer dan twee miljoen exemplaren zijn verkocht. Orloffs schrijf- en productiebijdragen aan Peter Maffay's Du en Clüver's Der kleine Prinz (Ein Engel, der Sehnsucht heißt) werden ook miljoenensellers. Van de singles Der Junge mit der Mundharmonika en Der kleine Prinz (Ein Engel, der Sehnsucht heißt) werden alleen al in Duitsland elk een miljoen exemplaren verkocht, waardoor ze tot de best verkochte hits en de best verkochte singles in Duitsland in het algemeen behoren.
Terwijl Orloff als auteur en producent verschillende nummer 1-successen en top 10-hits heeft gehad in de Duitstalige landen, heeft hij dit als artiest zelf niet bereikt. Hij plaatste zich in de Duitse hitlijsten met 16 nummers, maar bereikte geen hogere positie dan 16 (Ein Mädchen für immer). In Oostenrijk bereikten slechts twee van zijn singles de hitlijsten, waarbij positie 16 (City Girl) ook de hoogste positie in de hitlijsten was. In Zwitserland bereikte geen enkele van zijn singles de hitlijsten. Orloff vierde zijn grootste hitparadesucces als artiest in België in 1971 met zijn single Ein Mädchen für immer, die daar de top van de hitlijsten bereikte.

## Albums

### Studioalbums
| Jaar | Titel Muzieklabel                          | Hitlijstklassering | Hitlijstklassering | Hitlijstklassering | Opmerkingen                                                           |
| Jaar | Titel Muzieklabel                          | DE                 | AT                 | CH                 | Opmerkingen                                                           |
| ---- | ------------------------------------------ | ------------------ | ------------------ | ------------------ | --------------------------------------------------------------------- |
| 1968 | Peter Orloff Cornet                        | —                  | —                  | —                  | Eerste publicatie: 1968                                               |
| 1969 | Schlager-Autogramm Cornet                  | —                  | —                  | —                  | Eerste publicatie: 1969                                               |
| 1971 | Ein Mädchen für immer Decca Records        | —                  | —                  | —                  | Eerste publicatie: 1971                                               |
| 1972 | Das brennt so heiß wie Feuer Decca Records | —                  | —                  | —                  | Eerste publicatie: 1972                                               |
| 1973 | Eliza Decca Records                        | —                  | —                  | —                  | Eerste publicatie: 1973                                               |
| 1976 | Disco Hit Gitarre HörZu                    | —                  | —                  | —                  | Eerste publicatie: 1976 als Peter Orloff Sound Orchester              |
| 1976 | Ich bestell schon mal das Himmelbett HörZu | —                  | —                  | —                  | Eerste publicatie: 1976                                               |
| 1976 | Disco Hit Instrumental Aladin              | —                  | —                  | —                  | Eerste publicatie: 1976 als Peter Orloff Sound Orchester              |
| 1977 | Die Nacht, als Christina fortlief Aladin   | —                  | —                  | —                  | Eerste publicatie: 1977                                               |
| 1978 | Immer wenn ich Josy seh’ Aladin            | —                  | —                  | —                  | Eerste publicatie: 1978                                               |
| 1979 | Sound-Orchester ’79 Aladin                 | —                  | —                  | —                  | Eerste publicatie: 1979 als Peter Orloff Sound Orchester              |
| 1982 | Der Barbar Aladin                          | —                  | —                  | —                  | Eerste publicatie: 1982                                               |
| 1982 | The Fifties Live On Aladin                 | —                  | —                  | —                  | Eerste publicatie: 1982 als Peter Orloff Sound Orchester              |
| 1992 | Heut’ Nacht, eventuell MCP                 | —                  | —                  | —                  | Eerste publicatie: 1992                                               |
| 1996 | Damoj MCP                                  | —                  | —                  | —                  | Eerste publicatie: 1996 met het Schwarzmeer Kosaken-Chor              |
| 2005 | Liebesgrüße aus Russland MCP               | —                  | —                  | —                  | Eerste publicatie: 19 september 2005 met het Schwarzmeer Kosaken-Chor |
| 2011 | Der Traum des Zaren MCP                    | —                  | —                  | —                  | Eerste publicatie: 18 november 2011 met het Schwarzmeer Kosaken-Chor  |
| 2016 | Von Kiew nach St. Petersburg MCP           | —                  | —                  | —                  | Eerste publicatie: 2 januari 2016 met het Schwarzmeer Kosaken-Chor    |
| 2019 | Teure Heimat – Die Gold Edition Telamo     | 83 (3 weken)       | —                  | —                  | Eerste publicatie: 3 mei 2019 met het Schwarzmeer Kosaken-Chor        |

### Compilaties
| Jaar | Titel Muzieklabel                                              | Hitlijstklassering | Hitlijstklassering | Hitlijstklassering | Opmerkingen                                                          |
| Jaar | Titel Muzieklabel                                              | DE                 | AT                 | CH                 | Opmerkingen                                                          |
| ---- | -------------------------------------------------------------- | ------------------ | ------------------ | ------------------ | -------------------------------------------------------------------- |
| 1968 | Monika – Peter Orloff singt seine Hits Cornet                  | —                  | —                  | —                  | Eerste publicatie: oktober 1968                                      |
| 1973 | Die großen Erfolge Decca Records                               | —                  | —                  | —                  | Eerste publicatie: 1973                                              |
| 1979 | Meine schönsten Hits HörZu                                     | —                  | —                  | —                  | Eerste publicatie: 1979                                              |
| 1980 | Applaus für Peter Orloff Marifon                               | —                  | —                  | —                  | Eerste publicatie: 1980                                              |
| 1982 | Peter Orloff Signal                                            | —                  | —                  | —                  | Eerste publicatie: 1982                                              |
| 1983 | Die schönsten Mädchen gibt’s in Germany Bellaphon Records      | —                  | —                  | —                  | Eerste publicatie: 1983                                              |
| 1988 | Die großen Erfolge Rondo Hitline                               | —                  | —                  | —                  | Eerste publicatie: 1988                                              |
| 1989 | Peter Orloff singt Peter Orloff Aladin                         | —                  | —                  | —                  | Eerste publicatie: 1989                                              |
| 1989 | Starportrait Imperial Records                                  | —                  | —                  | —                  | Eerste publicatie: 1989                                              |
| 1990 | Immer wenn ich Josy seh’ Karussell                             | —                  | —                  | —                  | Eerste publicatie: 1990                                              |
| 1991 | Seine großen Erfolge Columbia Records                          | —                  | —                  | —                  | Eerste publicatie: 1991                                              |
| 1991 | Es ist nie zu spät – Goldene Schlagererinnerungen Folge 8 Pilz | —                  | —                  | —                  | Eerste publicatie: 1991                                              |
| 1992 | Das große Deutsche Schlager-Archiv Sonocord                    | —                  | —                  | —                  | Eerste publicatie: 1992 met Wolfgang Petry                           |
| 1992 | 25 Jahre … Die größten Erfolge Arcade Records                  | —                  | —                  | —                  | Eerste publicatie: 1992                                              |
| 1993 | Stationen Pilz                                                 | —                  | —                  | —                  | Eerste publicatie: 1993                                              |
| 1993 | Cora komm nach Haus Prima Musik                                | —                  | —                  | —                  | Eerste publicatie: 1993                                              |
| 1993 | The Very Best Of Arcade Records                                | —                  | —                  | —                  | Eerste publicatie: 1993                                              |
| 1994 | Das Beste von PMF Records                                      | —                  | —                  | —                  | Eerste publicatie: 1994                                              |
| 1994 | Single Hit Collection EMI Electrola                            | —                  | —                  | —                  | Eerste publicatie: 1994                                              |
| 1995 | Ein Mädchen für immer Fortune                                  | —                  | —                  | —                  | Eerste publicatie: 1995                                              |
| 1996 | Königin der Nacht Karat                                        | —                  | —                  | —                  | Eerste publicatie: 1996                                              |
| 1996 | Peter Orloff Laserlight                                        | —                  | —                  | —                  | Eerste publicatie: 1996                                              |
| 1998 | Das Beste von Disky                                            | —                  | —                  | —                  | Eerste publicatie: 1998                                              |
| 2000 | Glück total Laserlight                                         | —                  | —                  | —                  | Eerste publicatie: 11 maart 2000                                     |
| 2000 | Schlagerparty Laserlight                                       | —                  | —                  | —                  | Eerste publicatie: 11 maart 2000                                     |
| 2003 | Das Beste von Peter Orloff Palm Records                        | —                  | —                  | —                  | Eerste publicatie: 31 maart 2003                                     |
| 2005 | German Pop Masters: Peter Orloff Carinco                       | —                  | —                  | —                  | Eerste publicatie: 15 november 2005                                  |
| 2007 | Es ist nie zu spät FOM                                         | —                  | —                  | —                  | Eerste publicatie: 21 juni 2007                                      |
| 2008 | Seine 30 größten Erfolge Aladin                                | —                  | —                  | —                  | Eerste publicatie: 18 oktober 2008                                   |
| 2008 | War das schon alles? Aladin                                    | —                  | —                  | —                  | Eerste publicatie: 18 oktober 2008                                   |
| 2009 | Die 30 größten Hits MCP                                        | —                  | —                  | —                  | Eerste publicatie: 10 november 2009 met het Schwarzmeer Kosaken-Chor |
| 2010 | Die besten Hits von früher bis heute Aladin                    | —                  | —                  | —                  | Eerste publicatie: 16 maart 2010                                     |
| 2010 | Best Of 313 Music                                              | —                  | —                  | —                  | Eerste publicatie: 26 maart 2010                                     |
| 2010 | Das sind die ganz wilden Jahre Bear Family Records             | —                  | —                  | —                  | Eerste publicatie: 1 juni 2010                                       |
| 2010 | Folg deinem Stern Bear Family Records                          | —                  | —                  | —                  | Eerste publicatie: 1 juni 2010                                       |
| 2015 | Peter Orloff ZYX Music                                         | —                  | —                  | —                  | Eerste publicatie: 26 juni 2015                                      |
| 2017 | Kosaken Classics: Große Stimmen – Große Melodien MCP           | —                  | —                  | —                  | Eerste publicatie: 13 oktober 2017 met het Schwarzmeer Kosaken-Chor  |
| 2019 | Das Beste MCP                                                  | —                  | —                  | —                  | Eerste publicatie: 18 januari 2019 met het Schwarzmeer Kosaken-Chor  |
| 2019 | 50 legendäre Jahre – Die Gold-Edition Telamo                   | —                  | —                  | —                  | Eerste publicatie: 24 mei 2019                                       |
| 2021 | 30 unvergessene Hits MCP                                       | —                  | —                  | —                  | Eerste publicatie: 24 september 2021                                 |
| 2023 | Goldene Jubiläums-Edition Telamo                               | 65 (1 week)        | —                  | —                  | Eerste publicatie: 24 november 2023 met het Schwarzmeer Kosaken-Chor |

### Kerstalbum
| Jaar | Titel Muzieklabel                                       | Opmerkingen                                                        |
| ---- | ------------------------------------------------------- | ------------------------------------------------------------------ |
| 2004 | Es strahlt ein Stern – Festliches Weihnachtskonzert MCP | Eerste publicatie: 4 oktober 2004 met het Schwarzmeer Kosaken-Chor |

## Singles
De volgende tabel bevat alle hitsuccessen van Orloff in de Duitse, Oostenrijkse en Zwitserse hitlijsten voor singles. Daarnaast vierde Orloff ook verschillende hitsuccessen in België en Nederland. Orloff vierde zijn grootste hitsucces als artiest in 1971 met zijn single Ein Mädchen für immer. Deze plaatste zich aan de top van de Belgische hitlijsten.
| Jaar | Titel Album                                                                                           | Hitlijstklassering | Hitlijstklassering | Hitlijstklassering | Opmerkingen |
| Jaar | Titel Album                                                                                           | DE                 | AT                 | CH                 | Opmerkingen |
| ---- | --- | ------------------ | ------------------ | ------------------ | --- |
| 1966 | Saphir und Rubin –                                                                                    | —                  | —                  | —                  | Eerste publicatie: januari 1966 |
| 1967 | Das schönste Mädchen der Welt / Roosmarie (Nederlandse versie) Monika – Peter Orloff singt seine Hits | —                  | —                  | —                  | Eerste publicatie: april 1967 (DE als Peter Orloff & His Cossacks) Eerste publicatie: maart 1968 (NL als Peter Orloff) Origineel: Günter Geißler – Das schönste Mädchen der Welt |
| 1967 | Es ist nie zu spät Monika – Peter Orloff singt seine Hits                                             | 17 (4 maanden)     | 17 (2 maanden)     | —                  | Eerste publicatie: augustus 1967 |
| 1968 | City Girl Monika – Peter Orloff singt seine Hits                                                      | 20 (2½ maand)      | 16 (1 maand)       | —                  | Eerste publicatie: januari 1968 |
| 1968 | Gold auf der Straße / Er zit nog bier in de glazen (Nederlandse versie) Schlager-Autogramm / –        | 26 (2½ maand)      | —                  | —                  | Eerste publicatie: juni 1968 (DE) Eerste publicatie: augustus 1968 (NL) |
| 1968 | Sie schaut mich immer wieder an Peter Orloff                                                          | 36 (½ maand)       | —                  | —                  | Eerste publicatie: november 1968 |
| 1968 | Eine Farm für schöne Frauen Peter Orloff                                                              | 40 (½ maand)       | —                  | —                  | Eerste publicatie: november 1968 |
| 1969 | Monika Peter Orloff                                                                                   | 37 (½ maand)       | —                  | —                  | Eerste publicatie: maart 1969 |
| 1969 | Baby Dadamda Schlager-Autogramm                                                                       | 26 (½ maand)       | —                  | —                  | Eerste publicatie: oktober 1969 |
| 1970 | Komm doch ein Stückchen mit mir mit Schlager-Autogramm                                                | —                  | —                  | —                  | Eerste publicatie: april 1970 |
| 1970 | Das brennt so heiß wie Feuer                                                                          | 31 (1½ maand)      | —                  | —                  | Eerste publicatie: augustus 1970 |
| 1970 | Pardon, Rosalie Peter Orloff / Schlager-Autogramm                                                     | —                  | —                  | —                  | Eerste publicatie: december 1970 Origineel: George Jones – Tender Years |
| 1971 | Ein Mädchen für immer / Leave Me or Love Me (Engelse versie) Ein Mädchen für immer / Eliza            | 16 (18 weken)      | —                  | —                  | Eerste publicatie: februari 1971 (DE-versie als single) Eerste publicatie: 1973 (EN-versie op Eliza) Verkoop: + 500.000                                                          |
| 1971 | Ein Leben voll Liebe Ein Mädchen für immer                                                            | 38 (5 weken)       | —                  | —                  | Eerste publicatie: juni 1971 |
| 1971 | Wie ein Stern Ein Mädchen für immer                                                                   | —                  | —                  | —                  | Eerste publicatie: september 1971 Origineel: Frank Schöbel |
| 1971 | Ein Leben voll Liebe Ein Mädchen für immer                                                            | —                  | —                  | —                  | Eerste publicatie: 1971 alleen in Nederland uitgebracht |
| 1972 | Jeder hat dich gern – Einer hat dich lieb Die großen Erfolge (1973)                                   | 46 (2 weken)       | —                  | —                  | Eerste publicatie: april 1972 |
| 1972 | Eliza                                                                                                 | —                  | —                  | —                  | Eerste publicatie: september 1972 |
| 1973 | Das hab’ ich so gerne an dir Die großen Erfolge                                                       | —                  | —                  | —                  | Eerste publicatie: februari 1973 |
| 1973 | Die schwarze Galeere der Einsamkeit –                                                                 | —                  | —                  | —                  | Eerste publicatie: mei 1973 |
| 1973 | Say O.K. –                                                                                            | —                  | —                  | —                  | Eerste publicatie: 1973 als Tommy Brown |
| 1974 | Ein Engel auf Urlaub Glück total                                                                      | —                  | —                  | —                  | Eerste publicatie: februari 1974 Origineel: Chris Montez – No One Knew |
| 1974 | Zwei im siebenten Himmel Die Nacht, als Christina fortlief                                            | —                  | —                  | —                  | Eerste publicatie: oktober 1974 |
| 1975 | Suchst du die Liebe … Sunny Girl Ich bestell schon mal das Himmelbett                                 | —                  | —                  | —                  | Eerste publicatie: februari 1975 |
| 1975 | Zünd eine Kerze an Ich bestell schon mal das Himmelbett                                               | 44 (3 weken)       | —                  | —                  | Eerste publicatie: september 1975 |
| 1976 | Rocky Ich bestell schon mal das Himmelbett                                                            | —                  | —                  | —                  | Eerste publicatie: 1976 alleen in Nederland uitgebracht |
| 1976 | Ich bestell’ schon mal das Himmelbett Ich bestell schon mal das Himmelbett                            | —                  | —                  | —                  | Eerste publicatie: juni 1976 |
| 1976 | Wilder Wein Die Nacht, als Christina fortlief                                                         | —                  | —                  | —                  | Eerste publicatie: augustus 1976 Origineel: John Sebastian – Hideaway |
| 1976 | Die Glocken von St. Petersburg Die Nacht, als Christina fortlief                                      | —                  | —                  | —                  | Eerste publicatie: december 1976 |
| 1977 | Die Nacht, als Christina fortlief                                                                     | 39 (2 weken)       | —                  | —                  | Eerste publicatie: april 1977 Origineel: Smokie – Lay Back in the Arms of Someone                                                                                                |
| 1977 | Bettler und Prinz Immer wenn ich Josy seh’                                                            | —                  | —                  | —                  | Eerste publicatie: oktober 1977 Origineel: Jackie DeShannon – Needles and Pins                                                                                                   |
| 1978 | Immer wenn ich Josy seh’                                                                              | 23 (17 weken)      | —                  | —                  | Eerste publicatie: juni 1978 Origineel: New World – Kara, Kara |
| 1978 | Cora, komm nach Haus Sound-Orchester ’79                                                              | 31 (9 weken)       | —                  | —                  | Eerste publicatie: december 1978 Origineel: New World – Tom-Tom Turnaround |
| 1979 | Königin der Nacht Immer wenn ich Josy seh’                                                            | —                  | —                  | —                  | Eerste publicatie: 1979 Verkoop: + 25.000; Origineel: Bernd Clüver |
| 1979 | Ich liebe dich Der Barbar                                                                             | 27 (14 weken)      | —                  | —                  | Eerste publicatie: augustus 1979 |
| 1980 | Manuela Der Barbar                                                                                    | —                  | —                  | —                  | Eerste publicatie: 1980 Origineel: Gunnar Welz – Manuela |
| 1980 | Ich muß heim Glück total                                                                              | —                  | —                  | —                  | Eerste publicatie: 1980 Origineel: Toto Cutugno – Solo noi |
| 1980 | Ich steig’ aus Der Barbar                                                                             | —                  | —                  | —                  | Eerste publicatie: december 1980 Origineel: Peter Kent – For Your Love |
| 1981 | Die wilden Engel Der Barbar                                                                           | —                  | —                  | —                  | Eerste publicatie: 1981 |
| 1981 | Der Andere Der Barbar                                                                                 | —                  | —                  | —                  | Eerste publicatie: 1981 Origineel: Electric Light Orchestra – The Way Life’s Meant to Be                                                                                         |
| 1982 | Rock‘n’Roll Lullaby Der Barbar                                                                        | —                  | —                  | —                  | Eerste publicatie: 1982 Origineel: B. J. Thomas – Rock and Roll Lullaby |
| 1982 | Der Barbar                                                                                            | —                  | —                  | —                  | Eerste publicatie: 1982 |
| 1986 | Gladbach wird Meister –                                                                               | —                  | —                  | —                  | Eerste publicatie: 1986 |
| 1986 | Und wer fragt nach Jeanny –                                                                           | —                  | —                  | —                  | Eerste publicatie: 1986 |
| 1987 | Glück total (Liebe und Geborgenheit) Peter Orloff singt Peter Orloff                                  | —                  | —                  | —                  | Eerste publicatie: 1987 Origineel: Heino – Glück total |
| 1988 | Die schönsten Mädchen gibt’s in Germany Peter Orloff                                                  | —                  | —                  | —                  | Eerste publicatie: 1988 |
| 1990 | Rosamunde Die dunkle Seite der Alm                                                                    | —                  | —                  | —                  | Eerste publicatie: 1990 met Original Buam; Origineel: Jaromír Vejvoda – Škoda lásky                                                                                              |
| 1991 | Jeder von uns braucht einen Engel Heut’ Nacht, eventuell                                              | —                  | —                  | —                  | Eerste publicatie: 1991 |
| 1994 | Ohne Krokodil (Der Sammy-Song) –                                                                      | —                  | —                  | —                  | Eerste publicatie: 1994 |
| 1997 | War das schon alles? Das Beste Von Peter Orloff                                                       | —                  | —                  | —                  | Eerste publicatie: 1997 |
| 1997 | Es ist noch immer gut gegangen Das Beste Von Peter Orloff                                             | —                  | —                  | —                  | Eerste publicatie: 1997 |
| 2021 | Mein Freund Winnetou –                                                                                | —                  | —                  | —                  | Eerste publicatie: 25 juni 2021 |
| 2022 | Mein Freund Winnetou (Roter Bruder) –                                                                 | —                  | —                  | —                  | Eerste publicatie: 31 augustus 2022 |
| 2023 | Freiheit ist der Atem der Welt Goldene Jubiläums-Edition                                              | —                  | —                  | —                  | Eerste publicatie: 17 november 2023 met het Schwarzmeer Kosaken-Chor |

## Videoalbums en muziekvideo's

### Videoalbums
| Jaar | Titel Muzieklabel | Opmerkingen                                                         |
| ---- | ----------------- | ------------------------------------------------------------------- |
| 2008 | Das Wolgalied MCP | Eerste publicatie: 3 november 2008 met het Schwarzmeer Kosaken-Chor |

### Muziekvideo's
| Jaar | Titel                               | Regisseur(s) |
| ---- | ----------------------------------- | ------------ |
| 2019 | Ein Mädchen für immer               |              |
| 2021 | Mein Freund Winnetou                |              |
| 2022 | Mein Freund Winnetou (Roter Bruder) |              |
| 2023 | Freiheit ist der Atem der Welt      |              |

## Auteursparticipaties en -producties
Peter Orloff schrijft of produceert de meeste van zijn nummers zelf. Hij werkt ook als auteur en producent voor andere artiesten. De volgende tabel bevat alle hitsuccessen die Orloff heeft behaald als componist en songwriter - samengevat onder auteur (A) - en als muziekproducent (P) in Duitsland, Oostenrijk en Zwitserland. Orloff heeft ook verschillende hitsuccessen behaald in België en Nederland. Hiertoe behoren de nummer 1-hits Du (Peter Maffay) en Ein Mädchen für immer (Peter Orloff). Ein Mädchen für immer bereikte de top van de hitlijsten in België en Du bereikte tegelijkertijd de top van de hitlijsten in België en Nederland.
| Jaar | Titel Vertolker                                                                          | Hitlijstklassering | Hitlijstklassering | Hitlijstklassering | Opmerkingen |
| Jaar | Titel Vertolker                                                                          | DE                 | AT                 | CH                 | Opmerkingen |
| ---- | ---------------------------------------------------------------------------------------- | ------------------ | ------------------ | ------------------ | --- |
| 1967 | Es ist nie zu spät P Peter Orloff                                                        | 17 (4 maanden)     | 17 (2 maanden)     | —                  | Eerste publicatie: augustus 1967                                                                                        |
| 1968 | Gold auf der Straße A / Er zit nog bier in de glazen A (Nederlandse versie) Peter Orloff | 26 (2½ maand)      | —                  | —                  | Eerste publicatie: juni 1968 (DE) Eerste publicatie: augustus 1968 (NL)                                                 |
| 1969 | Monika P Peter Orloff                                                                    | 37 (½ maand)       | —                  | —                  | Eerste publicatie: maart 1969                                                                                           |
| 1969 | Pretty Belinda P Bernd Spier                                                             | 22 (5½ maand)      | 18 (2 maanden)     | —                  | Eerste publicatie: mei 1969 Origineel: Chris Andrews                                                                    |
| 1969 | Baby Dadamda P Peter Orloff                                                              | 26 (½ maand)       | —                  | —                  | Eerste publicatie: oktober 1969                                                                                         |
| 1970 | Du A, P Peter Maffay                                                                     | 1 (6½ maand)       | 8 (5 maand)        | 2 (12 weken)       | Eerste publicatie: januari 1970 Verkoop: + 1.000.000                                                                    |
| 1970 | Das brennt so heiß wie Feuer A, P Peter Orloff                                           | 31 (1½ maand)      | —                  | —                  | Eerste publicatie: augustus 1970                                                                                        |
| 1971 | Klopf 3× P Bernd Spier                                                                   | 22 (7 weken)       | —                  | —                  | Eerste publicatie: januari 1971                                                                                         |
| 1971 | Silver Moon Baby A, P Randolph Rose                                                      | 5 (13 weken)       | —                  | —                  | Eerste publicatie: februar 1971 Origineel: Michael Nesmith & The First National Band – Silver Moon                      |
| 1971 | Ein Mädchen für immer A, P / Leave Me or Love Me A, P(Engelse versie) Peter Orloff       | 16 (18 weken)      | —                  | —                  | Eerste publicatie: februari 1971 (DE-versie als single) Eerste publicatie: 1973 (EN-versie op Eliza) Verkoop: + 500.000 |
| 1971 | Judy, I Love You A Bata Illic                                                            | 9 (22 weken)       | —                  | —                  | Eerste publicatie: maart 1971                                                                                           |
| 1971 | Ginny, komm näher A Ricky Shayne                                                         | 13 (13 weken)      | —                  | —                  | Eerste publicatie: april 1971                                                                                           |
| 1971 | Ein Leben voll Liebe A, P Peter Orloff                                                   | 38 (5 weken)       | —                  | —                  | Eerste publicatie: juni 1971                                                                                            |
| 1971 | Nur ein Flirt A, P Randolph Rose                                                         | 21 (8 weken)       | —                  | —                  | Eerste publicatie: augustus 1971 Origineel: Michel Delpech – Pour un flirt                                              |
| 1971 | Ein Herz steht nie still A Bata Illic                                                    | 17 (10 weken)      | —                  | —                  | Eerste publicatie: september 1971 Origineel: Nicola Di Bari – Il cuore e’ uno zingaro                                   |
| 1971 | Mädchen, wenn du einsam bist A Bata Illic                                                | 33 (4 weken)       | —                  | —                  | Eerste publicatie: december 1971                                                                                        |
| 1971 | Er nahm ein anderes Mädchen A, P Renate Kern                                             | 37 (1 week)        | —                  | —                  | Eerste publicatie: 1971                                                                                                 |
| 1972 | Du mußt nicht weinen A Ulli Martin                                                       | 10 (16 weken)      | —                  | —                  | Eerste publicatie: maart 1972                                                                                           |
| 1972 | Meilenstein der ersten Liebe A, P Randolph Rose                                          | 42 (1 week)        | —                  | —                  | Eerste publicatie: maart 1972 Origineel: The Byrds – America’s Great National Pastime                                   |
| 1972 | Jeder hat dich gern – Einer hat dich lieb A Peter Orloff                                 | 46 (2 weken)       | —                  | —                  | Eerste publicatie: april 1972                                                                                           |
| 1972 | Sylvia’s Mutter A, P Randolph Rose                                                       | 26 (7 weken)       | —                  | —                  | Eerste publicatie: juli 1972 Origineel: Dr. Hook & the Medicine Show – Sylvia’s Mother                                  |
| 1972 | Der Junge mit der Mundharmonika A, P Bernd Clüver                                        | 1 (27 weken)       | 6 (8 maanden)      | 1 (19 weken)       | Eerste publicatie: november 1972 Verkoop: + 2.000.000 Origineel: Micky – El chico de la armónica                        |
| 1972 | Hey, Amigo, muchas gracias P Randolph Rose                                               | 47 (1 week)        | —                  | —                  | Eerste publicatie: december 1972                                                                                        |
| 1972 | Morgen früh lachst du schon wieder A, P Renate Kern                                      | 40 (2 weken)       | —                  | —                  | Eerste publicatie: 1972                                                                                                 |
| 1973 | Der kleine Prinz (Ein Engel, der Sehnsucht heißt) A, P Bernd Clüver                      | 1 (28 weken)       | 3 (6 maanden)      | 4 (17 weken)       | Eerste publicatie: juli 1973 Verkoop: + 1.000.000                                                                       |
| 1974 | Was wird aus einer verlorenen Liebe A Séverine                                           | 30 (5 weken)       | —                  | —                  | Eerste publicatie: 8 januari 1974 Origineel: Bernd Clüver                                                               |
| 1974 | Das Tor zum Garten der Träume A, P Bernd Clüver                                          | 7 (20 weken)       | 16 (1 maand)       | —                  | Eerste publicatie: februari 1974                                                                                        |
| 1974 | Vergessen heißt verloren sein A, P Séverine                                              | 47 (2 weken)       | —                  | —                  | Eerste publicatie: 1 augustus 1974                                                                                      |
| 1974 | Bevor du einschläfst … (Tausend kleine Sterne) A, P Bernd Clüver                         | 6 (16 weken)       | 15 (1 maand)       | —                  | Eerste publicatie: september 1974                                                                                       |
| 1975 | Ich schenk’ dir mein Geheimnis A, P Bernd Clüver                                         | 43 (2 weken)       | —                  | —                  | Eerste publicatie: maart 1975                                                                                           |
| 1975 | Zünd eine Kerze an A, P Peter Orloff                                                     | 44 (3 weken)       | —                  | —                  | Eerste publicatie: september 1975                                                                                       |
| 1975 | Ein fremdes Mädchen A, P Bernd Clüver                                                    | 38 (6 weken)       | —                  | —                  | Eerste publicatie: november 1975                                                                                        |
| 1975 | Du bist für mich der größte Schatz A Séverine                                            | 49 (1 week)        | —                  | —                  | Eerste publicatie: 1 november 1975                                                                                      |
| 1976 | Am schönsten ist es zu Hause A, P Elfi Graf                                              | 31 (5 weken)       | —                  | —                  | Eerste publicatie: augustus 1976                                                                                        |
| 1976 | Mike und sein Freund P Bernd Clüver                                                      | 44 (1 week)        | —                  | —                  | Eerste publicatie: september 1976 Origineel: The Rubettes – Under One Roof                                              |
| 1977 | Die Nacht, als Christina fortlief A, P Peter Orloff                                      | 39 (2 weken)       | —                  | —                  | Eerste publicatie: april 1977 Origineel: Smokie – Lay Back in the Arms of Someone                                       |
| 1978 | Immer wenn ich Josy seh’ A, P Peter Orloff                                               | 23 (17 weken)      | —                  | —                  | Eerste publicatie: juni 1978 Origineel: New World – Kara, Kara                                                          |
| 1978 | Mexican Girl A, P Bernd Clüver                                                           | 39 (2 weken)       | —                  | —                  | Eerste publicatie: oktober 1978 Origineel: Smokie – Mexican Girl                                                        |
| 1978 | Cora, komm nach Haus A, P Peter Orloff                                                   | 31 (9 weken)       | —                  | —                  | Eerste publicatie: december 1978 Origineel: New World – Tom-Tom Turnaround                                              |
| 1979 | Ich liebe dich P Peter Orloff                                                            | 27 (14 weken)      | —                  | —                  | Eerste publicatie: augustus 1979                                                                                        |
| 1985 | Also lebe ich P Wolff Gerhard                                                            | 74 (2 weken)       | —                  | —                  | Eerste publicatie: 1985                                                                                                 |
| 1991 | Ich sag’ es mit Musik A Andy Borg                                                        | 88 (6 weken)       | —                  | —                  | Eerste publicatie: mei 1991                                                                                             |

## Bijzondere publicaties
| Jaar | Titel Album                                                                                        | Opmerkingen                                                                                              |
| ---- | -------------------------------------------------------------------------------------------------- | --- |
| 1990 | Patrona Bavariae Die dunkle Seite der Alm                                                          | Eerste publicatie: 1990 Original Buam & Peter Orloff; origineel: Original Naabtal Duo – Patrona Bavariae |
| 1990 | Rosamunde Die dunkle Seite der Alm                                                                 | Eerste publicatie: 1990 Original Buam & Peter Orloff; origineel: Jaromír Vejvoda – Škoda lásky           |
| 1992 | Du Für Du                                                                                          | Eerste publicatie: 1992 Original Buam & Peter Orloff; Origineel: Peter Maffay – Du                       |
| 2018 | Monika Tanz tanz tanz                                                                              | Eerste publicatie: 16 maart 2018 Die Zipfelbuben feat. Peter Orloff                                      |
| 2021 | Immer wenn ich Josy seh’ Schlager-Spaß mit Andy Borg – Die Zweite – Meine Lieblingslieder im Duett | Eerste publicatie: 2 april 2021 Andy Borg met Peter Orloff                                               |

## Promopublicaties
| Jaar | Titel Album                                                                       | Opmerkingen                                                                                             |
| ---- | --------------------------------------------------------------------------------- | --- |
| 1980 | Oldies Original Hit-Version Peter Orloff / Monika – Peter Orloff singt seine Hits | Eerste publicatie: mei 1980 Inhoud: Monika + Es ist nie zu spät                                         |
| 1987 | Oldies Peter Orloff / –                                                           | Eerste publicatie: 1987 Inhoud: Monika + Bella Rosa (instrumentaal); alleen in Oostenrijk uitgebracht   |
| 1987 | Oldies Original Hit-Version Peter Orloff / Monika – Peter Orloff singt seine Hits | Eerste publicatie: 1987 Inhoud: Die schönsten Mädchen gibt’s in Germany + Das schönste Mädchen der Welt |

## Boxsets
| Jaar | Titel Muzieklabel                                               | Opmerkingen                                                                                |
| ---- | --------------------------------------------------------------- | ------------------------------------------------------------------------------------------ |
| 2004 | Die goldenen Stimmen der Heimat Shop24Direct                    | Eerste publicatie: 1 januari 2004 met het Schwarzmeer Kosaken-Chor; bevat 4 cd's           |
| 2008 | War das schon alles? – Vom Schlagersänger zum Kosakenführer MCP | Eerste publicatie: 16 november 2008 met het Schwarzmeer Kosaken-Chor; bevat 3 cd's + 1 dvd |

## Statistiek

### Evaluatie
|                         | DE | AT | CH |
| ----------------------- | -- | -- | -- |
| Nummer 1-albums         | —  | —  | —  |
| Top 10-albums           | —  | —  | —  |
| Albums in de hitlijsten | 2  | —  | —  |

|                          | DE | AT | CH |
| ------------------------ | -- | -- | -- |
| Nummer 1-singles         | —  | —  | —  |
| Top 10-singles           | —  | —  | —  |
| Singles in de hitlijsten | 16 | 2  | —  |

|                          | DE | AT | CH |
| ------------------------ | -- | -- | -- |
| Nummer 1-singles         | 3  | —  | 1  |
| Top 10-singles           | 8  | 3  | 3  |
| Singles in de hitlijsten | 33 | 5  | 3  |

|                          | DE | AT | CH |
| ------------------------ | -- | -- | -- |
| Nummer 1-singles         | 3  | —  | 1  |
| Top 10-singles           | 6  | 3  | 3  |
| Singles in de hitlijsten | 32 | 7  | 3  |

### Onderscheidingen voor muziekverkoop
| Land/regio       | Goud | Platina | Verkoop   | Bronnen                   |
| ---------------- | ---- | ------- | --------- | ------------------------- |
| Duitsland (BVMI) | 4    | —       | 3.000.000 | Afzonderlijke referenties |
| Totaal           | 4    | —       |           |                           |